# Antrostomus
Antrostomus is een geslacht van vogels uit de familie van de nachtzwaluwen (Caprimulgidae). De wetenschappelijke naam van het geslacht is voor het eerst geldig gepubliceerd in 1838 door Bonaparte. De soorten uit dit geslacht werden voor 2010 ingedeeld bij het geslacht Caprimulgus. Ze lijken ook sterk op de nachtzwaluwen uit dit geslacht qua formaat, gedrag en verenkleed. 

## Voorkomen
De soorten komen voornamelijk voor in Noord-, Midden- en Zuid-Amerika en worden daar whippoorwills genoemd.

## Soorten
De volgende soorten zijn bij het geslacht ingedeeld:
- Antrostomus arizonae – Mexicaanse whippoorwill
- Antrostomus badius  – Yucatánnachtzwaluw
- Antrostomus carolinensis  – Chuck Will's widow
- Antrostomus cubanensis – Cubaanse nachtzwaluw
- Antrostomus ekmani – Hispaniolanachtzwaluw
- Antrostomus noctitherus – Puertoricaanse whippoorwill
- Antrostomus ridgwayi – Ridgways whippoorwill
- Antrostomus rufus – Rosse nachtzwaluw
- Antrostomus salvini – Salvins nachtzwaluw
- Antrostomus saturatus – Zwarte nachtzwaluw
- Antrostomus sericocaudatus – Zijdestaartnachtzwaluw
- Antrostomus vociferus – Whippoorwill